# Kostnice

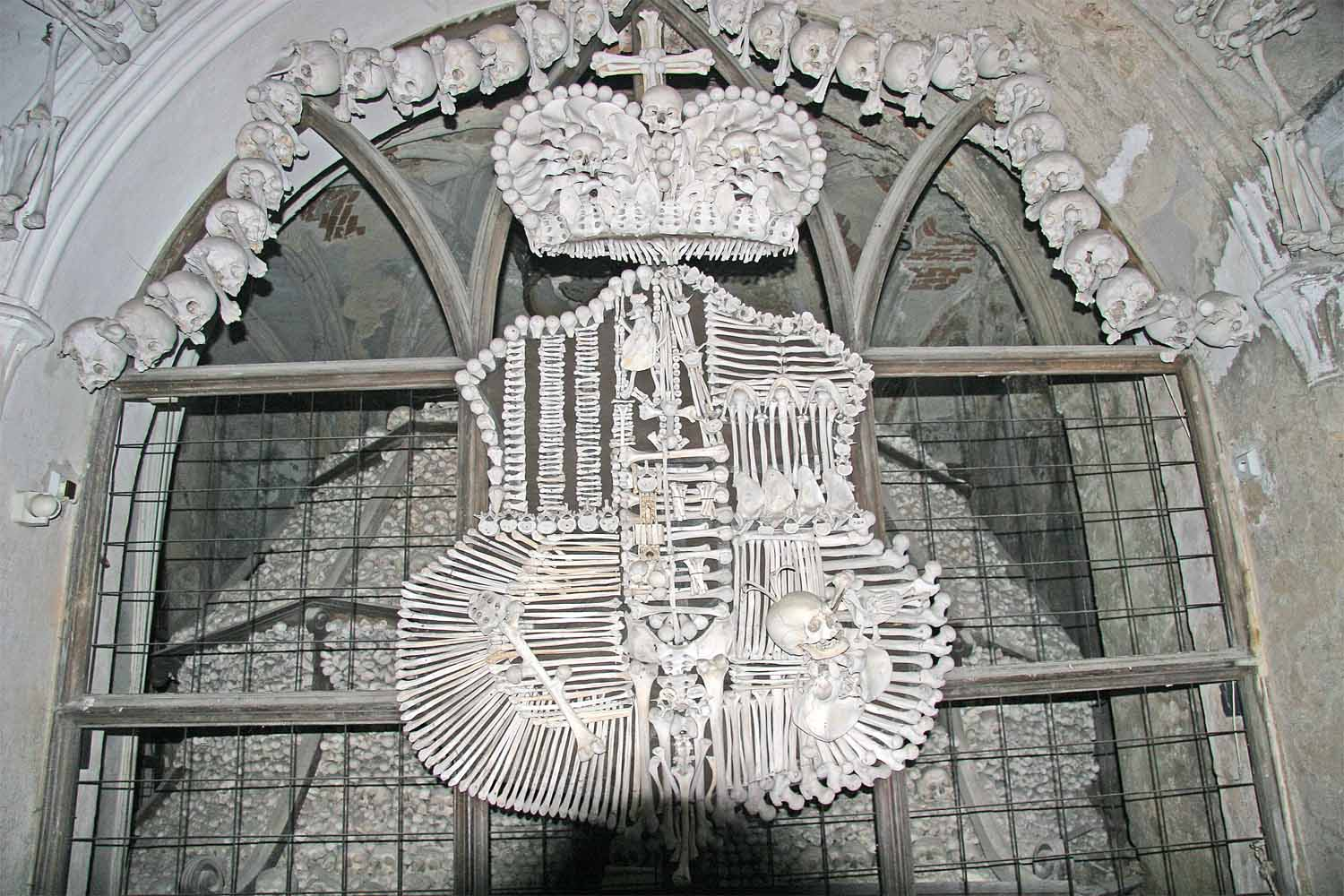
Detail výzdoby kostnice v Sedlci u Kutné Hory

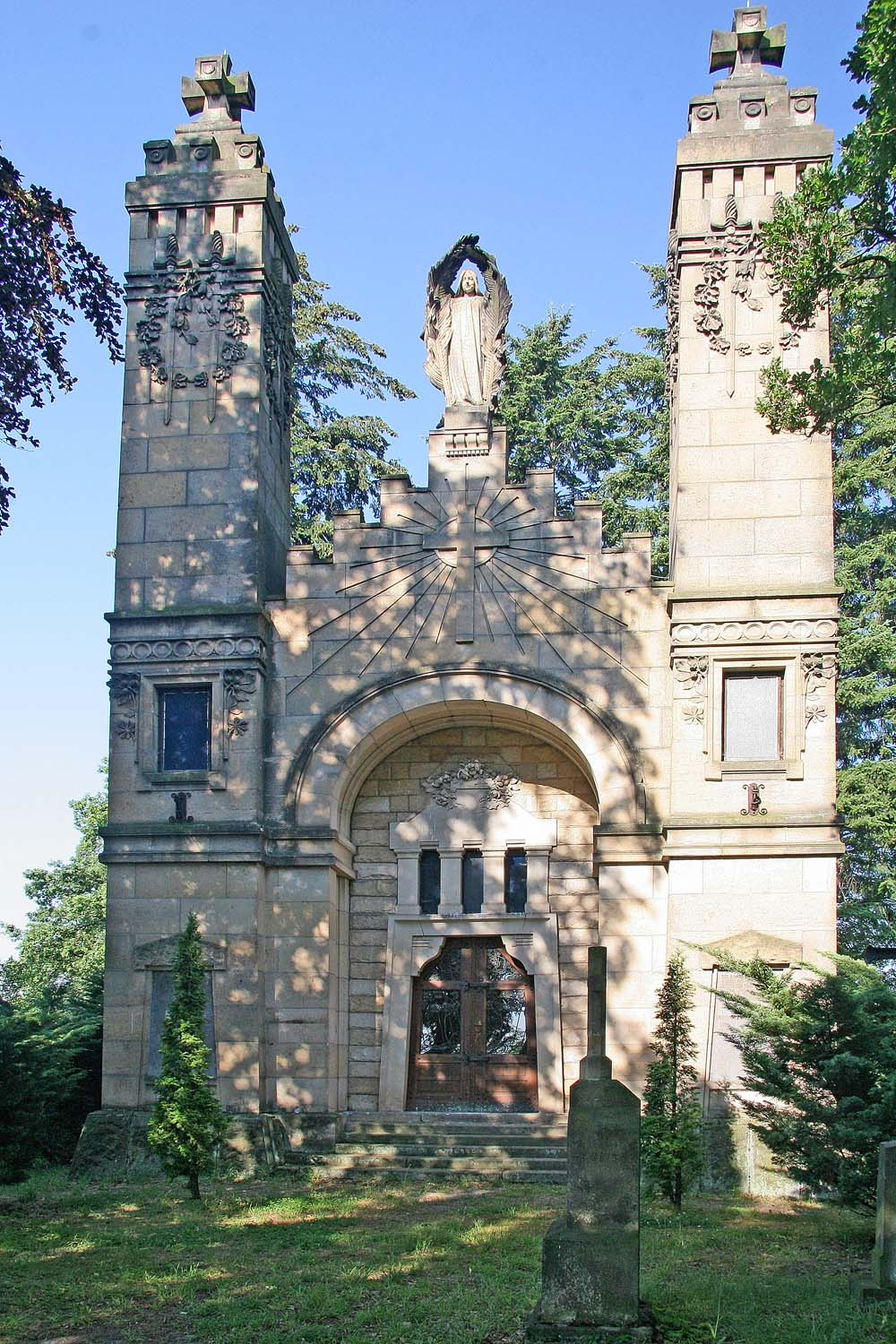
Ossarium v Kbelnici u Jičína

Kostnice (novolat. ossuarium) se nazývá místnost k ukládání lidských kosterních pozůstatků. Většinou se jedná o klenuté podzemní, sklepní prostory sakrální stavby, kde jsou poskládány lidské kosti do různých geometrických útvarů (mohyl, jehlanců, obrazců, obkladů stěn či kleneb, ale i v podobě lustrů). Tyto interiéry bývaly doplněny kostrami ležícími, sedícími či stojícími v rubáších nebo uloženými v otevřených rakvích. Kostnice většinou vznikaly v obdobích hromadných úmrtí obyvatel, jako byly morové rány a jiné epidemie, hladomory, nebo bitvy. Jindy jsou výsledkem dlouhodobého ukládání kostí v centru města, kde nebylo místo pro hřbitov (Brno). Poslední početnou skupinu tvoří kostnice jako „memento mori“, sloužící také nástěnnou výzdobou k výstraze pomíjivosti života, zřizované nejčastěji při klášterech mnišských řádů kapucínů či karmelitánů.
Kostnice se také nacházela ve spodním patře karneru (z lat. carnarium), dvoupatrové středověké hřbitovní kaple.

## Kostnice v Česku
Veřejně přístupné kostnice najdeme například v Sedlci u Kutné Hory, v Brně při farním kostele sv. Jakuba, v Praze na Malé Straně pod kostelem Panny Marie Vítězné, v Mělníku pod kostelem sv. Petra a Pavla, v Kolíně u chrámu sv. Bartoloměje. Středověké karnery zpravidla na kruhovém půdorysu se dochovaly na jižní Moravě, např. v Moravských Budějovicích, ve Stonařově u Jihlavy, v Bítově byl zatopen Vranovskou přehradou. Ossarium, hřbitov a kaple připomínající bitvu u Jičína v roce 1866, které se nachází v Kbelnici, obci vzdálené asi 5 km od města.

## Kostnice v Evropě
- Hallstatt (Rakousko)
- klášter kapucínů v Římě
- klášter kapucínů v Palermu (Sicílie)
- kostel sv. Františka v Évoře (Portugalsko)
- kostnice v Čermné (Polsko)
- hřbitov v Kbelnici u Jičína